# Farout (album)
Farout – pierwszy album studyjny fińskiego projektu muzycznego Dreamtime, wydany w 2009. Kompozytorem wszystkich utworów był Lauri Turjansalo. Producentem wykonawczym był Marek Kołodyński z nowojorskiej wytwórni Space Sound Records. Autorem okładki płyty był Heikki Repo.

## Spis utworów
1. "Sleeping Prophet Part One" - 2:18
2. "Ghosthack" - 5:47
3. "Escape To The Past" - 6:16
4. "New Horizons" - 6:51
5. "Cosmoflow" - 3:48
6. "Soulstorm" - 5:11
7. "Warpstorm" - 5:18
8. "Orbiting The Red Planet" - 4:42
9. "Cylonian Skyline" - 5:30
10. "Innerspace" - 6:27
11. "Reach For Tomorrow" - 6:04
12. "Afterdawn" - 6:08
13. "Sleeping Prophet Part Two" - 9:05